# Baissoferus latus
Baissoferus latus is een fossiele soort schietmot uit de familie Baissoferidae.